# Плотбище (Омская область)
Пло́тбище — деревня в Муромцевском районе Омской области России. Входит в состав Муромцевского городского поселения.

## История
Основана в 1880 году. В 1928 году деревня состояла из 60 хозяйств, основное население — русские. В административном отношении находилась в составе Мысовского сельсовета Муромцевского района Тарского округа Сибирского края.

## Население
| 1926 | 2010 |
| ---- | ---- |
| 338  | ↘190 |

## Улицы
| - ул. Заводская, - ул. Молодёжная, - ул. Мысовская, | - ул. Набережная, - ул. Центральная, - ул. Школьная. |